# 奧利佛·文諾
奧利佛·文諾（1990年5月23日—）是一位愛沙尼亞排球運動員。他現在效力於土耳其排球聯賽球隊安卡拉。他也代表愛沙尼亞國家排球隊參賽。